# Гашева, Надежда Николаевна
Наде́жда Никола́евна Га́шева (Пермяко́ва) (8 января 1941, Березники, Пермская область, СССР — 14 мая 2018, Пермь, Россия) — советская журналистка и литературный критик, редактор художественной литературы Пермского книжного издательства, член Союза журналистов России (1968), заслуженный работник культуры РСФСР (1981).
Жена писателя Бориса Гашева, мать драматурга Ксении Гашевой , бабушка писательницы Катерины-Ксении Гашевой .

## Биография
В 1959 году поступила на историко-филологический факультет, а в 1964 году окончила филологический факультет Пермского университета.
С 1962 по 1964 год работала корреспондентом Пермского областного радио. С 1964 года — редактор Пермского книжного издательства вплоть до его временного закрытия в начале 1990-х годов.
Составитель и редактор сборников «Молодой человек» (1967), «Современники» (1967), «Княженика» (1968), «Горизонт-75», «Пульс-89», альманахов «Литературное Прикамье» (1986) и «Третья Пермь» (1999), хрестоматии по литературному краеведению «Родное Прикамье» (совместно с Д. А. Красноперовым) (2001).
Редактор и составитель серий «Библиотеки русской прозы», «Библиотеки сатиры», «Юношеской библиотеки». Ред. серии книг «Годы террора»; составитель и редактор сборника пословиц, собранных В. Н. Татищевым, «Слово пуще стрелы». Автор текстов альбома «Поэма о городе», изданного к 275-летию, а затем к 280-летию Перми; «Город в глубине России: Пермь и пермяки» (1999).
Готовила к публикации произведения Алексея Домнина, Алексея Иванова, Алексея Решетова, Виктора Астафьева, Владимира Воробьёва, Владимира Киршина, Владимира Радкевича, Владимира Соколовского, Дмитрия Гилеловича Ризова, Леонида Юзефовича, Льва Давыдычева, Николая Бурашникова, Нины Горлановой, Нины Чернец, Павла Чечёткина, Юрия Асланьяна, Юрия Беликова и других.
После Пермского книжного издательства сотрудничала практически со всеми издательским фирмами города: "Книжный мир", "Пушка", "Пермская книга", "Здравствуй", издательством Адрияшкина и др.
Вела программы «Собеседник» и «10 минут поэзии» на областном телевидении, телеигры для старшеклассников и студентов «Веселая поэтическая школа» и др., сотрудничала с пермскими газетами, с радиостанцией "Эхо Перми".
Написала множество статей и сценариев телефильмов о творчестве пермских писателей (А. Решетова, Л. Давыдычева, Л. Кузьмина, А. Домнина).